# Липень 2002
Липень 2002 — сьомий місяць 2002 року, що розпочався у понеділок 1 липня та закінчився у середу 31 липня.

## Події
- 22 липня — розпочато зйомки третього фільму про Гаррі Поттера — «Гаррі Поттер і в'язень Азкабану».
- 27 липня — у Львові відбулась Скнилівська трагедія: розбився Су-27 під час авіашоу. Загинуло 78 людей, багато поранено.